# 图茹斯
图茹斯（法語：Toujouse，法語發音：[tuʒuz]）是法国热尔省的一个市镇，属于孔东区。

## 地理
图茹斯（43°49'57"N, 0°10'44"W）面积14.5 平方千米，位于法国奧克西塔尼大區热尔省，该省份为法国西南部内陆省份，北起顺时针与洛特-加龙省、塔恩-加龙省、上加龙省、上比利牛斯省、大西洋比利牛斯省和朗德省接壤。
与图茹斯接壤的市镇（或旧市镇、城区）包括：布尔达拉、卡斯泰克斯-达马尼亚克、勒乌加、蒙吉耶姆、蒙勒赞达马尼亚克、莫尔梅斯。

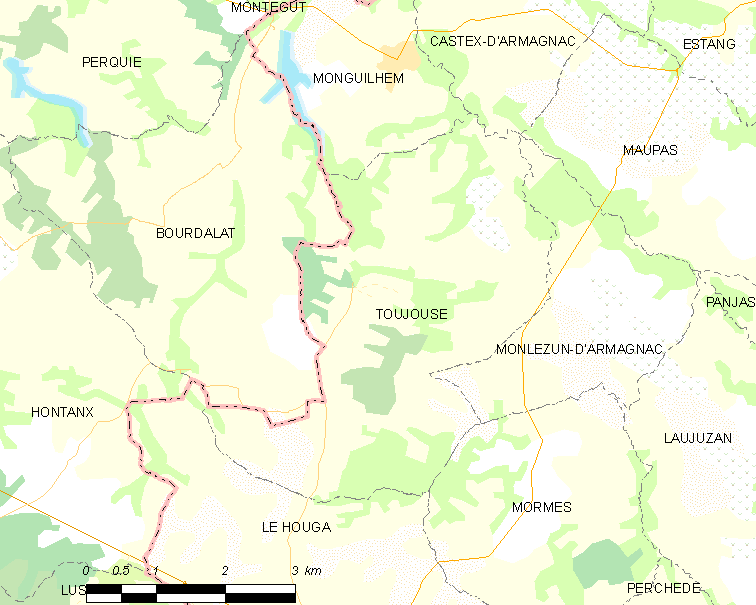
图茹斯的OSM定位图

图茹斯的时区为UTC+01:00、UTC+02:00（夏令时）。

## 行政
图茹斯的邮政编码为32240，INSEE市镇编码为32449。

## 政治
图茹斯所属的省级选区为大下阿马尼亚克县。

## 人口

1962-2008年间图茹斯人口变化图示

图茹斯于2022年1月1日时的人口数量为306人。